# Шишаков, Виталий Алексеевич
Вита́лий Алексе́евич Шишако́в (18 июня 1893 или 1894 — 29 сентября 1972, Москва) — советский популяризатор научных знаний, журналист, кандидат педагогических наук (1945), почетный член Всесоюзного астрономо-геодезического общества (1965).

## Биография
Шишаков служил рядовым в артиллерийской части во время Первой мировой войны. Окончил губернские курсы внешкольного образования в Воронеже в 1918 году. В 1918–1921 году работал в Нижнедевицком уезде: культурно-просветительским работником Истобенской волости, заместителем начальника уездного народного просвещения, начальником уездного политпросвета, секретарь газеты «Красный коммунар», «Известия уисполкома и укома РКП(б)». Член Воронежского коммунистического союза журналистов («Комсожур»). Он был сотрудником провинциальных газет «Воронежская коммуна» и «Наша газета» в 1922–1923 годах. Корреспондент газеты «Правда» в Воронежской губернии (1923). Организатор Воронежского губернского союза безбожников (1921). Ответственный секретарь научного общества «Безбожник» (1923). Инструктор, лектор-методист Центрального совета Союза воинствующих безбожников СССР (Москва, с 1929 года). По рекомендации Союза воинствующих безбожников Шишаков принял участие в методической и лекционной работе открывшегося в 1929 году Московского планетария. Шишакову принадлежит выдающуюся роль в пропаганде атеистических знаний. Он был одним из организаторов атеистической работы в стране. В 1934 году Виталий Алексеевич Шишаков стал первым руководителем только что открывшегося астрономического кружка при Московском планетарии. В 1945 году защитил диссертацию «Основные вопросы преподавания астрономии в средней школе» и получил учёную степень кандидат педагогических наук. Организовал издание ежегодного «Школьного астрономического календаря» (с 1949 года, 23 выпуска). Он умер в Москве.

## Труды
Шишаков — автор около 100 научно-популярных книг, в основном по астрономии. Часть книг написана Шишаковым совместно с профессором К. Л. Баевым. Он также автор сотен статей на антирелигиозные темы, опубликованных в центральной
и московской печати. Его произведения переведены на болгарский, венгерский, румынский, немецкий, польский, словацкий и чешский языки.

### Книги
на русском
- Что надо делать, чтобы не было голода : (Простая беседа с крестьянами об улучшении сельского хозяйства) / В. Шишаков ; Агитац. подотд. Воронежского губполитпросвета. - Воронеж : [б. и.], 1921. - 14 с.; 23 см.
- Христианство и его эволюция : (Краткий обзор возникновения, развития и содержания христианской религии) / В. Шишаков ; Воронежск. союз атеистов. - Воронеж : Гос. изд-во, 1923. - [4], 86, [1] с.; 17 см.
- Классовая сущность религии : Метод. разработка бесед в связи с праздниками рождества и пасхи для школ ликбеза... / В. Шишаков. - Москва ; Ленинград : Гос. изд-во, 1929 (М. : тип. "Красный пролетарий"). - 27, [4] с.; 21х13 см.
- Почему считают годы от "рождества христова": (Как возникло летосчисление от "рождества христова", если "христа" не было) / В. Шишаков. - Москва : акц. изд. (о-во) "Безбожник", 1929 ("Мосполиграф" 14-я тип.). - 46, [2] с. : ил.; 17х13 см. - (Популярная антирелигиозная библиотека/ Центр. совет Союза воинствующих безбожников. Под общ. ред. А. Лукачевского и Вл. Сарабьянова).
- О кликушах и бесах : (Правда ли, что кликуши одержимы бесами) / В. Шишаков ; Центр. совет Союза воинствующих безбожников СССР. - Москва : Безбожник, 1930 (тип. изд-ва "Дер эмес"). - 48 с. : ил.; 18х12 см.
- Религия и колхозное строительство / В. Шишаков. - Москва : ОГИЗ "Московский рабочий", 1931. - 80 с. — скан в РГБ
- Кулацкие окопы : (Религия и водка в деревенском быту) / И. Алексеев, В. Шишаков ; Центр. совет Союза воинств. безбожников СССР. - Москва : Безбожник, гострест "Киев-печать", 1930 ([К.] : 1-я фото-лито-тип.). - 56 с.; 18х13 см.
- Воскресшая икона : Пьеса в 4 картинах... / В. Шишаков ; Обложка: А. Короткин ; Центр. совет Союза воинствующих безбожников СССР. - Москва : Безбожник, 1931 (тип. "Гудок"). - 47 с., [1] с. объявл. : портр.; 17х13 см.
- За коллективизацию против каркающего черного воронья! / В. Шишаков ; Центр. совет Союза воинств. безбожников СССР. - [Москва] : [Огиз - Моск. рабочий], 1931 (13 тип. Огиза). - 15 с.; 17х11 см.
- За социалистический урожай! За хлеб! За сырье фабрикам и заводам! Против религиозно-кулацкой контрреволюции! / В. Шишаков ; Центр. совет Союза воинств. безбожников СССР. - [Москва] : [Огиз - Моск. рабочий], [1931] (тип. изд-ва "Дер эмес"). - 8 с.; 25х17 см.
- Молебны и для чего попы их служат / В. Шишаков ; Центр. совет Союза воинств. безбожников. - Москва ; Ленинград : Огиз - Моск. рабочий, 1931 (Л. : тип. им. Евг. Соколовой). - 48 с.; 15х10 см.
- О лунном затмении. [26 сент. 1931 г.] / В. Шишаков ; Центр. совет союза воинств. безбожников СССР. - [Москва] : Огиз - Моск. рабочий, 1931 (13-я тип. Огиза). - 16 с.; 18х12 см.
- Религия и колхозное строительство / В. Шишаков ; Центральный совет воинствующих безбожников СССР. - Москва ; Ленинград : Московский рабочий, 1931. - 80 с.; 21 см.
- Религия на службе капиталистических элементов в СССР / В. Шишаков ; Центр. совет Союза воинств. безбожников СССР. - Москва : Безбожник, 1931 (тип. изд-ва "Дер эмес"). - 37, [3] с.; 18х14 см.
- Церковь и Октябрьская революция / В. Шишаков ; Центр. совет Союза воинств. безбожников СССР. - Москва : Безбожник, 1931 (тип. изд-ва "Дер эмес"). - 21, [3] с.; 18х12 см.
- Профсоюзы на борьбу с религией / В. Шишаков. - Москва : Профиздат, 1932. - 31 с.; 20 см.
- Небо религии и небо науки : Объясн. текст диапозитивного фильма под общ. ред. (ЦС СВБ) / В. Шишаков. - Москва : ф-ка № 5 треста "Союзтехфильм", 1934 (тип. Госиздата ССР Армении). - 69 с., 1 с. объявл.; 15х11 см.
- Кометы / К. Л. Баев, В. А. Шишаков. - Москва : Гаиз, 1935 (тип. изд-ва "Гудок"). - Обл., 96 с. : ил.; 17х13 см.
- О солнечном затмении 19 июня 1936 года / Проф. К. Л. Баев, В. А. Шишаков ; Под ред. проф. А. А. Михайлова. - Москва ; Ленинград : Онти. Глав. ред. науч.-попул. и юношеской лит-ры, 1936 (Л. : тип. им. Евг. Соколовой). - Обл., 42, [2] с. : ил.; 20х13 см. - (Научные беседы выходного дня).
- Правда о небе : (Простые беседы по астрономии) / К. Л. Баев, В. А. Шишаков ; Ред. Р. Куницкий. - Москва : Гаиз, 1936 (тип. им. Сталина). - Обл., 68 с. : ил.; 20х13 см.
- Творцы астрономии / Проф. К. Л. Баев, В. А. Шишаков ; Под ред. члена корреспондента Акад. наук СССР проф. С. Н. Блажко. - Москва ; Ленинград : Онти. Глав. ред. науч.-попул. и юношеской лит-ры, 1936 (Л. : тип. им. Евг. Соколовой). - Обл., 158 с. : ил.; 19х13 см. - (Научные беседы выходного дня).
- Наука и религия о строении и происхождении мира : (Пояснит. текст к серии диапозитивов) / В. А. Шишаков ; Центр. совет Союза воинств. безбожников. - Москва : 5 тип. Трансжелдориздата, 1936. - 16 с.; 15х11 см.
- Необыкновенные небесные явления в свете науки и религии. (Метеоры, кометы и затмения) : (Пояснит. текст к серии диапозитивов) / Автор В. А. Шишаков ; Ред. проф. К. Л. Баев ; Ф-ка "Диафото" Главучтехпром. Центр. совет Союза воинств. безбожников СССР. - [Москва] : тип. "Диафото", [1936]. - 15 с.; 14х11 см.
- На чем земля держится / проф. К. Л. Баев и В. А. Шишаков; Под ред. проф. Б. А. Воронцова-Вельяминова. - Москва ; Ленинград : ОНТИ. Глав. ред. науч.-попул. и юношеской лит-ры, 1937 (Ленинград : тип. им. Евг. Соколовой). - Обл., 112, [2] с., 1 л. бланка-отзыва о книге : ил.; 19х13 см. - (Начатки знания).
- Необыкновенные небесные явления в свете науки и религии : (Пояснит. текст к серии диапозитивов) / В. А. Шишаков; Центр. совет Союза воинств. безбожников СССР. - Москва : [тип.] Моск. полигр. ин-та, 1937. - 16 с.; 14х10 см.
- Необыкновенные небесные явления в свете науки и религии : (Пояснит. текст к серии диапозитивов) / В. А. Шишаков; Центр. совет Союза воинств. безбожников СССР. - Москва : изд. и тип. ф-ки № 7 "Диафото", 1937. - 19 с.; 13х9 см.
- Джордано Бруно : Романтич. драма в 4 д. 9 карт. / Гр. Градов, В. Шишаков. - Москва : Изд. и стеклогр. изд-ва "Искусство", 1938. - 96 с.; 21 см.
- Наука и религия о строении и происхождении мира : (Пояснительный текст к серии диапозитивов) / В. А. Шишаков ; Центр. сов. Союза воинствующих безбожников СССР. - Москва : [б. и.], 1938. - 19 с.; 13 см.
- Небесные явления в свете науки : (Поясн. текст к серии диапозитивов) / В. А. Шишаков ; Центр. сов. союза воинствующих безбожников СССР. - Москва : [б. и.], 1938. - 18 с.; 13 см.
- Правда о небе / проф. К. Л. Баев и В. А. Шишаков. - Москва : ГАИЗ, 1939. - 44 с. : ил.; 23 см.
- Портреты великих людей науки : [Альбом]. - [Москва] : Моск. планетарий, 1939. - 24 отд. картон. л. портр., вложен. в папку : портр.; 25х31 см.
- Великий ученый Галилео Галилей : К 375-летию со дня рождения : 1564-1642. - [Москва] : Моск. планетарий, 1939. - 8 с. Без обл.; 23 см.
- Наука и религия о строении и происхождении мира : (Пояснит. текст к сер. диапозитивов) / В. А. Шишаков; Центр. сов. Союза воинствующих безбожников СССР. - Москва : [б. и.], 1939. - 24 с.; 13 см.
- Наука и религия о строении и развитии мира : (Пояснительный текст к серии диапозитивов) / В. А. Шишаков; Центр. сов. союза воинствующих безбожников СССР. - Москва : [б. и.], 1939. - 26 с.; 13 см.
- Наша планетная система : Пояснительный текст / Автор В. А. Шишаков. - Москва : Моск. планетарий, 1939. - 31 с.; 14 см. - (Вселенная в свете науки : Серия диапозитивов; Ч. 1).
- Полярные сияния / Моск. планетарий. - [Москва] : [б. и.], [1939]. - 4 с. Без обл. и тит. л.; 20 см.
- Почему Луна меняет свою видимую форму / Моск. планетарий. - [Москва] : [б. и.], [1939]. - 4 с. Без обл. и тит. л.; 19 см.
- Сказки о "небесных знамениях" в свете науки: Краткий текст лекции к серии диапозитивов / В. А. Шишаков. - Москва : Моск. планетарий, 1939. - 39 с.; 15 см.
- Хвостатые звезды - кометы / Моск. планетарий. - [Москва] : [б. и.], [1939]. - 4 с. Без обл. и тит. л.; 20 см.
- Что такое небо?  / Моск. планетарий. - [Москва] : [б. и.], [1939]. - 4 с. Без обл. и тит. л.; 20 см.
- Что такое падающие звезды? / Моск. планетарий. - [Москва] : [б. и.], [1939]. - 4 с. Без обл. и тит. л.; 20 см.
- Джордано Бруно : Романтич. драма в 4 д., 9 карт. / Гр. Градов и В. Шишаков. - Москва ; Ленинград : Искусство, 1940 (Москва). - 104 с.; 14 см.
- Начатки мироведения / К. Л. Баев и В. А. Шишаков. - Москва ; Ленинград : Гостехиздат, 1940. - 124 с., 1 вкл. л. портр. : ил., черт. и карт., портр.; 29 см. - (Школьная библиотека).
- Правда о небе / К. Л. Баев и В. А. Шишаков. - Москва : ГАИЗ, 1940. - 88 с. : ил., портр. и черт.; 14 см.
- 20 портретов выдающихся ученых естествоиспытателей с краткими аннотациями / Текст В. А. Шишакова. - [Москва] : Моск. планетарий, 1940. - 20 л. текста : портр.; 13×20 см + 20 отд. л. портр., вложен. в папку. (19×25) см. - (Борцы за научное мировоззрение; Серия 1).
- Портреты великих людей науки : [Альбом]. - 2-е изд. - [Москва] : Моск. планетарий, 1940. - 24 отд. картон. л. портр., вложен. в папку; 24х30 см.
- Было ли начало и будет ли конец мира / Моск. планетарий. - [Москва] : [б. и.], [1940]. - 4 с.; 21 см.
- Выдающиеся деятели науки : Краткий очерк деятельности 24 выдающихся ученых. - 2-е изд. - [Москва] : Моск. планетарий, 1940. - 64 с. : портр.; 22 см.
- Небо и небесные явления : (Мироведение в самом сжатом очерке). - [Москва] : Моск. планетарий, 1940. - 112 с. : ил., портр., черт., карт., схем.; 19 см.
- Основоположник русской науки Михаил Васильевич Ломоносов. (1711-1765) : (Мат-лы для поясн. бесед на выставке, посвящ. 175-летию со дня смерти великого ученого). - [Москва] : Моск. планетарий, 1940. - 64 с.; 15 см.
- Основоположник русской науки Михаил Васильевич Ломоносов (1711 - 1765) : Лекционные материалы к серии диапозитивов / В. А. Шишаков. - Москва : Моск. планетарий, 1940. - 54 с.; 13 см.
- Полярные сияния. - Москва : Моск. планетарий, 1940. - 8 с.; 14 см.
- Простейший самодельный телескоп и наблюдения с ним. - Москва : Моск. планетарий, 1940. - 52 с. : ил., черт., схем.; 14 см.
- Сказки о "небесных знамениях" в свете науки. - [Москва] : Моск. планетарий, 1940. - 112 с. : ил., черт.; 19 см.
- Что такое небо? - Москва : Моск. планетарий, 1940. - 8 с.; 14 см.
- Что такое падающие звезды? - Москва : Моск. планетарий, 1940. - 8 с.; 14 см.
- Луна / Проф. К. Л. Баев и В. А. Шишаков. - Москва ; Ленинград : Изд-во Акад. наук СССР, 1941 (Тарту). - 100 с. : ил., черт.; 22 см. - (Научно-популярная серия "Академия наук - стахановцам").
- Правда о небе / К. Л. Баев и В. А. Шишаков. - [4-е изд.]. - Москва : ГАИЗ, 1941 (Тарту). - 72 с. : ил., черт.; 16 см.
- Земля планета. - Москва : Моск. планетарий, 1941. - 8 с. Без обл.; 14 см.
- Всемирное тяготение / Проф. К. Л. Баев, В. А. Шишаков ; Под ред. д-ра физ.-матем. наук проф. П. П. Паренаго. - Москва : тип. "Известий", 1945. - 53 с. : ил.; 20 см. - (Серия популярных брошюр по астрономии/ Моск. планетарий).
- Начатки мироведения / К. Л. Баев, В. А. Шишаков. - 2-е изд., перераб. - Москва ; Ленинград : Гостехиздат, 1945 (М. : 16-я тип. треста "Полиграфкнига"). - 92 с., 1 л. портр. : ил., схем.; 20 см.
- Какая сила движет Землю / В. Шишаков, науч. сотрудник Моск. планетария. - Пенза : изд. и типолит. изд-ва газ. "Сталинск. знамя", 1945. - 16 с. : ил.; 15 см. - (Библиотечка агитатора и пропагандиста. Беседа на научно-естественные темы).
- Полярные сияния / В. А. Шишаков. - Москва : Моск. планетарий, 1945 (тип. им. Ворошилова). - 15 с., без обл. : портр.; 12 см. - (Серия листовок по астрономии).
- Что такое падающие звезды / В. А. Шишаков. - Москва : Моск. планетарий, 1945 (Центр. тип. им. Ворошилова). - 15 с. без обл.; 11 см. - (Серия листовок по астрономии; 1).
- Что такое падающие звезды  / В. А. Шишаков. - Москва : Моск. планетарий, 1945 (хром.-гр. ф-ка). - 13 с. без обл.; 11 см. - (Серия листовок по астрономии; 5).
- "Падающие звезды"и "Небесные камни" / [составил В. А. Шишаков ; худож. М. Г. Бедарева]. - Москва : Издание Бюро по изготовлению и распространению наглядных пособий Комитета по делам культурно-просветительных учреждений при СНК РСФСР, 1945. - [16] л. ил. в папке; 31 см. - (Наглядные пособия по естествознанию. Серия Астрономия).
- Вселенная : альбом наглядных пособий / составитель В. А. Шишаков. - Москва : Госкультпросветиздат, 1945. - 31, [1] с. : табл.; 20×13 см + [40] отд. л. цв. ил. (44×31 см). - (Наглядные пособия по естествознанию).
- Что такое Солнце / В. А. Шишаков. - Москва : Изд. Московского планетария, 1945. - 15, [1] с.; 12х9 см. - (Серия листовок по астрономии).
- Основные вопросы преподавания астрономии в средней школе : диссертация ... кандидата педагогических наук : 13.00.00. - Москва, 1945. - 216 с.
- Почему луна меняет видимую форму / В. А. Шишаков. - Москва : Изд. Московского планетария, 1945. - 15 с.; 10 см. - (Серия листовок по астрономии; 3).
- На чем Земля держится / К. Л. Баев, д-р физ.-мат. наук, В. А. Шишаков, канд. пед. наук ; Моск. планетарий. - Москва : тип. [Высш. парт. школы при ЦК ВКП(б)], 1947. - 60 с. : ил.; 19 см.
- Начатки мироведения / К. Л. Баев и В. А. Шишаков. - 3-е изд., перераб. - Москва : Воен. изд-во, 1947. - 116 с. : ил.; 20 см. - (Научно-популярная библиотека солдата и матроса).
- Простейший самодельный телескоп и наблюдения с ним / В. А. Шишаков, канд. пед. наук ; Моск. планетарий. - 2-е изд. - Москва : Тип. [Высш. парт. школы при ЦК ВКП(б)], 1947. - 72 с. : черт.; (10х14) см.
- Начатки мироведения / К. Л. Баев и В. А. Шишаков. - [Молотов] : Молотовгиз, 1949 (8-я тип. Главполиграфиздата). - 104 с. : ил.; 20 см. - (Научно-популярная библиотека).
- Основные вопросы мироведения : Рекомендательные списки литературы в помощь самообразованию / Сост.: В. А. Шишаков, канд. пед. наук ; Всесоюз. о-во по распространению полит. и науч. знаний. Центр. политехн. б-ка. - Москва : [б. и.], 1949. - 18 с.; 18 см.
- Роль русских ученых в развитии астрономии : Науч.-попул. лекция / Канд. пед. наук В. А. Шишаков ; Всесоюз. о-во по распространению полит. и науч. знаний. - Москва : [Правда], 1949 (тип. им. Сталина). - 20 с. : ил.; 22 см.
- Было ли начало и будет ли конец мира : Краткий обзор литературы. - Москва : [б. и.], 1950. - 28 с.; 14 см. - (В помощь сельскому лектору/ Гос. ордена Ленина б-ка СССР им. В. И. Ленина).
- Наука и религия о строении Вселенной : Науч.-попул. лекция с метод. указаниями / В. А. Шишаков, канд. пед. наук ; Всесоюз. о-во по распространению полит. и науч. знаний. - Москва : [Правда], 1950 (тип. им. Сталина). - 32 с.; 22 см.
- Наука и религия о строении вселенной : Методическое пособие по проведению массовой научно-атеистической лекции / Канд. пед. наук В. А. Шишаков ; Всесоюз. о-во по распространению полит. и науч. знаний. Науч.-метод. кабинет. - Москва : [б. и.], 1950. - 25 л.; 29 см.
- Строение Вселенной : Краткий обзор литературы. - Москва : [б. и.], 1950. - 46 с.; 14 см. - (В помощь сельскому лектору/ Гос. ордена Ленина б-ка СССР им. В. И. Ленина).
- Как наука объясняет "необыкновенные" явления природы : Краткий рекоменд. указатель литературы / В. А. Шишаков, Г. П. Богоявленский. - Москва : [б. и.], 1950. - 31 с.; 14 см. - (В помощь сельскому лектору/ Гос. ордена Ленина б-ка СССР им. В. И. Ленина).
- Великий русский ученый М. В. Ломоносов и его работы по астрономии : Науч.-попул. лекция с метод. указаниями / Канд. пед. наук В. А. Шишаков ; Всесоюз. о-во по распространению полит. и науч. знаний. - Москва : [Правда], 1951. - 31 с. : ил.; 22 см.
- Методические советы лектору по темам: 1. Наука и религия о строении Вселенной. 2. Есть ли жизнь на других планетах. 3. "Необыкновенные" небесные явления. 4. Солнечные и лунные затмения. 5. Время и календарь / Канд. пед. наук В. А. Шишаков ; Всесоюз. о-во по распространению полит. и науч. знаний. - Москва : [б. и.], 1951. - 33 л.; 28 см.
- Небо и небесные явления. - Москва : Воен. изд-во, 1951. - 128 с. : ил., карт.; 20 см. - (Научно-популярная б-ка солдата)
- В помощь учителю астрономии в средней школе : методическое пособие / В. А. Шишаков. - Москва : Учпедгиз, 1952. - 152 с. : ил.; 21 см.
- "Необыкновенные" небесные явления : Стенограмма публичной лекции... / Канд. пед. наук В. А. Шишаков. - Москва : [Знание], 1952. - 24 с.; 22 см. - (Серия 3/ Всесоюз. о-во по распространению полит. и науч. знаний).
- Начатки мироведения / К. Л. Баев, В. А. Шишаков. - 4-е изд., перераб. и доп. - Москва : Гостехиздат, 1954. - 124 с. : ил.; 20 см.
- Начатки мироведения / К. Л. Баев, В. А. Шишаков. - 5-е изд., стер. - Москва : Гостехиздат, 1955. - 124 с. : ил.; 20 см.
- О религиозных обрядах, обычаях и праздниках / Канд. пед. наук В. А. Шишаков. - Москва : Воениздат, 1955. - 80 с.; 20 см.
- Всемирное тяготение / Проф. К. Л. Баев, В. А. Шишаков. - Москва : Гостехиздат, 1956. - 40 с. : ил.; 20 см. - (Научно-популярная б-ка; Вып. 89).
- Программы кружков внешкольных учреждений и школ : тематика занятий астрономического кружка / В. А. Шишаков, Н. К. Семакин ; Главное управление школ Министерства просвещения РФ. - Москва : Учпедгиз, 1956. - 54 с., [1] л. карт.; 20 см.
- Начатки мироведения / К. Л. Баев, В. А. Шишаков. - 6-е изд. - Москва : Физматгиз, 1958. - 128 с. : ил.; 20 см.
- Рассказы о Луне. - Москва : Гостехиздат, 1958. - 48 с. : ил.; 20 см. - (Научно-просветительская б-ка; Вып. 17).
- В помощь учителю астрономии в средней школе: Метод. пособие. - 2-е изд., перераб. - Москва : Учпедгиз, 1960. - 168 с. : черт.; 20 см.
- Поговорим о религии. - Москва : Соцэкгиз, 1960. - 112 с.; 20 см.
- Стражи времени. - [Москва] : Мол. гвардия, 1960. - 48 с. : ил.; 20 см.
- Гениальный русский ученый : (Материал для бесед к 250-летию со дня рождения М. В. Ломоносова). - Москва : Знание, 1961. - 20 с.; 22 см. - (В помощь лектору/ Всесоюз. о-во по распространению полит. и науч. знаний. Науч.-метод. совет по пропаганде физ., матем. и астрон. знаний).
- Освоение космоса и религия : (В помощь пропагандисту и агитатору) / Моск. гор. организация о-ва "Знание" РСФСР. Дом научного атеизма. - Москва : [б. и.], 1964. - 18 с.; 29 см.
- Галилео Галилей. - Москва : Сов. Россия, 1964. - 38 с.; 17 см. - (Отвечаем на вопросы верующих).
- Самодельные астрономические инструменты и наблюдения с ними / И. Д. Новиков, В. А. Шишаков. - Москва : Наука, 1965. - 123 с., 1 отд. л. карт. : ил.; 20 см.
- Было ли начало и будет ли конец мира : (Материалы к лекции) / Моск. гор. организация о-ва "Знание" РСФСР. Дом науч. атеизма. - Москва : [б. и.], 1966. - 17 с.; 28 см.
- Солнечное затмение / В. А. Шишаков, канд. пед. наук. - Москва : Знание, 1966. - 87 с. : ил.; 22 см.
- Освоение космоса и религия : (Примерные планы лекций и факт. материалы) / К. А. Порцевский, В. А. Шишаков. - Москва : Знание, 1966. - 48 с.; 20 см. - (В помощь лектору/ Всесоюз. о-во "Знание". Науч.-метод. совет по пропаганде физ., матем. и астрон. знаний).

на болгарском
- Науката и религията за строежа на вселената / В. А. Шишаков ; Прев. от рус. Цв. П. Цветанов. - София : Наука и изкуство, 1951. - 43 с.; 17 см. - (Научно-популярна библиотека).
- Опознай вселената / К. Л. Баев, В. А. Шишаков ; Прев. от рус. И. Люцканова. - София : Медицина и физкултура, 1960. - 129 с. : ил.; 20 см. - (Библиотека "Популярни технически знания").
- Стражи на времето  / В. Шишаков ; Прев. от рус. Ив. Георгиев. - София : Народна просвета, 1961. - 61 с. : ил.; 16 см. - (Природонаучна библиотека. Серия "Физика и математика" Година 6. 12).

на венгерском
- Nagy orosz csillagászok / V. A. Sisakov ; Fordította: Gellért György. - Budapest : Művelt nép könyvkiadó, 1950. - 22 с. : ил.; 20 см.
- A vallási szokások és szertartások / Sisakov és Szkvorcov-Sztyepanov ; Ford. Terényi István és Szabó Tamás. - Budapest : Szikra, 1956. - 127 old; 18 см.

на немецком
- Die Warheit über den Himmel / K. L. Bajew und W. A. Schischakow. - Kiew : Staatsverl. d. nat. Mind. d. USSR, 1937 (9 poligr. F-k GUP u. KP). - 68 Seiten : il.; 19 см.

на польском
- Rola uczonych rosyjskich w rozwoju astronomii / W. A. Szyszakow ; Tłum. z rosyjskiego Wł. Zonn. - Wrocław : Czytelnik, 1950. - 20 с. : ил.; 23 см. - (Wiedza powszechna. Z cyklu: Astronomia w pierspektywie wieków / Wyd-wo popularno-naukowe; Zeszyt 6).
- Podstawy nauki o wszechświecie / K. Bajew i W. Szyszakow ; przełożył z języka rosyjskiego Maurycy Zajdenman. - Warszawa : Państwowe wydawnictwo naukowe, 1956. - 166, [1] с. : ил.; 20 см. - (Biblioteka problemów).

на румынском
- Iniţiere in ştiinţa despre univers / K. L. Baev şi V. A. Şişakov ; Trad. de I. Gprenstein. - Bucureşti : Cartea rusă, 1956. - 164 p. : il.; 17 см. - (Ştiinţă pentru toţi; 103).
- A világegyetemről / K. L. Bajev és V. A. Sisakov ; Ford. Czitrom Janos. - [Bukarest] : Orosz könyv, 1956. - 166 с. : ил.; 17 см. - (Népszerű tudomány; 58).

на словацком
- Obloha a javy na oblohe / V. A. Šišakov ; Z rus. originálu prel. Ján Štefánik. - Martin : Osveta, 1954. - 110 с. : ил.; 20 см. - (Malá náučná knižnica; 108).

на чешском
- Věda a náboženství o stavbě vesmíru / V. A. Šišakov ; Z rus. přel. dr. Jan Souček s dr. Karlem Třískou. - Praha : Osvěta, 1951. - 61 с.; 71 см. - (Vědění všem; Sv. 29).

### Статьи
- Воинствующее безбожие в СССР за 15 лет. 1917-1932 : сборник / Центральный совет Союза воинствующих безбожников и Институт философии Коммунистической академии ; под редакцией М. Енишерлова, А. Лукачевского, М. Митина. – Москва : ОГИЗ : Государственное антирелигиозное издательство, 1932. – 525, 2 с. : ил., портр.; / В. Шишаков. – Союз воинствующих безбожников (1925–1931) / С. 323–339

### Переводы
- Поль Анри Дитрих Гольбах. Религия и здравый смысл / П. Гольбах ; Под ред. В. А. Шишакова. – Москва : Атеист, 1924. – IV, 126, [1] с. : ил.;
- Жан Мелье. Завещание / Иоанн Мелье (по Вольтеру) ; Под. ред. В. А. Шишакова. – Москва : Атеист, 1924. – 32 с.;
- Лео Таксиль. Занимательная библия / Лео Таксиль ; Пер. с франц. под ред. и доп. В. Шишакова. – [Москва] : Атеист, [1925]. – 1928;
  - Лео Таксиль. Занимательная библия / Лео Таксиль ; Пер. с франц. под ред. и с прим. В. Шишакова ; Иллюстрации: В. А. Тривас. – 2-е изд. – [Москва] : Атеист, [1930] (Рязань : Рязгостип). – 445, [3] с.;
  - Лео Таксиль. Забавная библия : [Пер. с фр.] / Под ред. [и предисл.] В. Шишакова. – [Москва] : [Госполитиздат], [1961]. – 471 с. : ил.;
  - Лео Таксиль. Забавная библия : [Пер. с фр.] / [Предисл. В. Шишакова]. – Москва : Политиздат, 1965. – 447 с.;
  - Лео Таксиль. Забавная библия : [Пер. с фр.] / Лео Таксиль ; [Вступ. статья и примеч. канд. филос. наук М. С. Беленького]. – 3-е изд. – Москва : Политиздат, 1976. – 431 с.; 20 см. – (Б-ка атеистической литературы);
  - Лео Таксиль. Забавная Библия : [Пер. с фр.] / Лео Таксиль. – Минск : Беларусь, 1988. – 413,[1] с.; 21 см.; ISBN 5-338-00020-2 (В пер.);
  - Лео Таксиль. Забавная библия : [Пер. с фр.] / Лео Таксиль. – Красноярск : Изд-во Краснояр. гос. ун-та, 1991. – 463,[1] с. : ил.; 20 см.; ISBN 5-7470-0103-5;
  - Лео Таксиль. Забавная Библия : рус. изд. / Лео Таксиль. – Москва : Рус. Правда, 2006 (М. : Щербинская типография). – 319 с. : портр.; 21 см.; ISBN 5-901275-07-1;
  - Лео Таксиль. Забавная Библия : русское издание / Лео Таксиль. – Москва : Рус. Правда, 2013. – 319 с. : портр.; 22 см.; ISBN 978-5-901275-07-8.
- Лео Таксиль. Занимательное евангелие. Т. 1-2 = La vie de Jesus / Лео Таксиль ; Пер. с франц. под ред. В. Шишакова ; С ил. Д. Моора. – [Москва] : Атеист, [1929] (Л. : гос. тип. им. Евг. Соколовой). – 2 т.;
  - Лео Таксиль. Забавное евангелие, или Жизнь Иисуса = La vie de Jesus : [Пер. фр.]. – Москва : Политиздат, 1963. – 429 с.;
  - Лео Таксиль. Забавное евангелие, или Жизнь Иисуса : [пер. фр.]. – Москва : Политиздат, 1964. – 429 с.;
  - Лео Таксиль. Забавное евангелие, или Жизнь Иисуса : [Пер. с. фр.]. – Москва : Политиздат, 1965. – 464 с.;
  - Лео Таксиль. Забавное евангелие, или Жизнь Иисуса : Пер. с фр. / Лео Таксиль ; [Общ. ред., вступ. статья и примеч. канд. ист. наук М.М. Кубланова]. – Москва : Политиздат, 1977. – 447 с. : ил.; 20 см. – (Библиотека атеистической литературы);
  - Лео Таксиль. Забавное евангелие, или Жизнь Иисуса : [Пер. с фр.]. – Минск : Беларусь, 1989. – 382, [1] с.;
  - Лео Таксиль. Забавное евангелие или Жизнь Иисуса Христа : [перевод] / Лео Таксиль. – Москва ; Минск : Русская Правда, 2008. – 319 с. : ил., портр.